# Oezbekistan op de Olympische Winterspelen 2018
Oezbekistan was een van de deelnemende landen aan de Olympische Winterspelen 2018 in Pyeongchang, Zuid-Korea.
Bij de zevende deelname van het land aan de Winterspelen werd voor de zevende keer deelgenomen in het kunstrijden op de schaats en voor de zesde keer in het alpineskiën. Van de twee deelnemers nam Misha Ge  voor de tweede keer deel. Debutant Komiljon Toechtaev was de vlaggendrager bij de openingsceremonie.

## Deelnemers en resultaten
(m) = mannen 

### Alpineskiën
| Olympiër           | Onderdeel        | Resultaat | Prestatie                                                            |
| ------------------ | ---------------- | --------- | -------------------------------------------------------------------- |
| Komiljon Toechtaev | reuzenslalom (m) | 52e       | 1e run: 1.17,72 (60e) 2e run: 1.18,27 (58e) totaal: 2.35,99 (+17,95) |
| Komiljon Toechtaev | slalom (m)       | DNF       | 1e run: niet gefinisht                                               |

### Kunstrijden
| Olympiër | Onderdeel | Resultaat | Prestatie                                    |
| -------- | --------- | --------- | -------------------------------------------- |
| Misha Ge | mannen    | 17e       | 244.94 (korte kür: 83.90, vrije kür: 161.04) |